# Coronado (1935)
Coronado is een Amerikaanse filmkomedie uit 1935 onder regie van Norman Z. McLeod.

## Verhaal
June Wray komt uit een arbeiderswijk in San Diego. Als lid van een orkest verblijft ze in een deftig kuurhotel in het zuiden van Californië. De liedjesschrijver Johnny Marvin is te gast in hetzelfde hotel en ze worden op slag verliefd, wanneer ze elkaar ontmoeten. De vader van Johnny heeft reserves bij hun relatie.

## Rolverdeling
| Acteur        | Personage              |
| ------------- | ---------------------- |
| Johnny Downs  | Johnny Marvin          |
| Betty Burgess | June Wray              |
| Jack Haley    | Churck Hornbostel      |
| Andy Devine   | Pinky Falls            |
| Leon Errol    | Otto Wray              |
| Alice White   | Violet Wray Hornbostel |
| Eddy Duchin   | Eddie                  |